# Polyphia
I Polyphia sono un gruppo musicale progressive rock prevalentemente strumentale con sede a Plano, nel Texas. Formatosi nel 2010, il gruppo è composto dai chitarristi Tim Henson e Scott LePage, dal bassista Clay Gober e dal batterista Clay Aeschliman.
Il sound dei Polyphia è noto per la caratteristica miscela che incorpora parti virtuosistiche di chitarra con altri stili musicali. Inizialmente il gruppo trova le sue radici in un sound metal, sviluppando la propria musica in un suono rock maggiormente progressive, combinandolo con musica elettronica e hip hop nelle produzioni successive. I Polyphia hanno pubblicato quattro album in studio, due EP e numerosi singoli. Il loro quarto album, Remember That You Will Die, pubblicato nell'ottobre 2022, è stato il primo ad entrare in classifica, debuttando al numero 33 della Billboard 200.

## Storia
I Polyphia hanno raggiunto per la prima volta il successo nel cosiddetto mainstream quando il play-through di chitarra di Impassion, tratto dall'EP Inspire, è diventato virale su YouTube. Da allora, la popolarità del gruppo è cresciuta; hanno condiviso il palco con artisti progressive metalcore come Periphery, Between the Buried and Me, August Burns Red e molti altri.
La band dichiara che le proprie influenze derivano da artisti di ogni genere. Il gruppo ha iniziato con un sound più heavy, orientato al cosiddetto shred, ma ha poi avuto una evoluzione più melodica. Descrivendo l'album Muse, il chitarrista Tim Henson afferma che l'ispirazione principale è venuta dalla musica pop e rap.
In un'intervista del 2013, alla domanda relativa al nome della band hanno risposto così:
Nel settembre 2022, i Polyphia hanno pubblicato il singolo "Ego Death", il quarto estratto dal loro ultimo album, Remember That You Will Die. La pubblicazione è stata accompagnata da un video, entrambi con la partecipazione del virtuoso della chitarra Steve Vai. Remember That You Will Die è stato pubblicato il 28 ottobre 2022 e include le apparizioni di Brasstracks, Snot, Chino Moreno ed appunto del già citato Steve Vai. La band ha annunciato un tour europeo di 15 date a supporto del disco.

## Stile ed influenze
Il gruppo era inizialmente noto per le cover di chitarra classica su YouTube. Il loro primo EP, Inspire, e il primo full-length, Muse, mostrano entrambi quanto il gruppo apprezzi la musica pop. Tuttavia, entrambi i lavori impiegano influenze più progressive metal rispetto alle loro uscite successive. Questo, soprattutto relativamente al caratteristico suono che ne prende il nome, li ha associati al movimento "djent", sebbene fossero meno pesanti e più basati sulla melodia rispetto ai loro coevi. Il loro secondo album in studio, Renaissance, ha visto la band spostarsi ancora da un metal più presente, verso un suono maggiormente influenzato dal progressive rock e dal math rock. Hanno anche iniziato a mescolare elementi di EDM, funk ed hip hop, con il singolo LIT, un remix della canzone Light, la seconda traccia di Renaissance. Questo sound è stato ulteriormente sviluppato con l'uscita del loro secondo EP, The Most Hated, e del terzo full-length, New Levels New Devils, che vantava la produzione dei produttori hip hop ed EDM Judge e Y2K. Il quarto album in studio della band, Remember That You Will Die, ha proseguito su questa linea, esplorando ulteriormente "le percussioni trap e gli stili hip hop", oltre a incorporare una varietà di generi, come bubblegum pop e bossa nova.

## Formazione
Attuale
- Tim Henson – chitarra (2010–presente)
- Scott LePage – chitarra(2010–presente)
- Clay Gober – basso (2012–presente)
- Clay Aeschliman – batteria (2016–presente)

Passata
- Brandon Burkhalter – batteria (2010–2014; 2015–2016), voce pulita (2010–2011)
- Randy Methe – batteria (2014–2015)
- Lane Duskin – voce (2010–2012)

## Strumentazione
Tim Henson è un amante delle chitarre Ibanez con tre signature, la THBB10, la TOD10 e la TOD10N. La THBB10 ha un manico in acero tostato, un ponte tremolo Gotoh con teste di macchina bloccate e pickup DiMarzio. La TOD10 ha un manico in acero tostato, ma, a differenza della THBB10, è dotata di pickup Fishman Fluence Tim Henson Signature Series. La TOD10N è una chitarra elettrica a corde di nylon, con un esclusivo intarsio "Tree of Death" ideato da Henson. Inoltre, Henson ha collaborato con Neural-DSP per rilasciare il plugin "Archetype: Tim Henson", che contiene tre amplificatori simulati e il caratteristico attacco "Multivoicer" di Henson. Scott LePage utilizza anche una chitarra Ibanez signature, la SLM10, anch'essa con manico in acero tostato, ponte tremolo Gotoh con meccaniche bloccate e pickup DiMarzio. Clay Aeschliman è sostenuto dalla TAMA Drums e utilizza spesso piatti Meinl. Clay Gober utilizza bassi Ibanez, in particolare quelli della serie Ibanez SR.

## Discografia

### Album in studio
- 2014 – Muse
- 2016 – Renaissance
- 2018 – New Levels New Devils
- 2022 – Remember That You Will Die

### EP
- 2013 – Inspire
- 2017 – The Most Hated